# Hechtia pringlei
Hechtia pringlei är en gräsväxtart som beskrevs av Benjamin Lincoln Robinson och Jesse More Greenman. Hechtia pringlei ingår i släktet Hechtia och familjen Bromeliaceae. Inga underarter finns listade i Catalogue of Life.